# Гершуни, Григорий Зеликович
Гри́горий Зе́ликович (Зино́вьевич) Гершу́ни (15 февраля 1929, Ярцево, Смоленская область, СССР — 5 января 1999, Пермь, Россия) — советский и российский физик, доктор физико-математических наук (1975), профессор (1978), заслуженный деятель науки Российской Федерации (1995), Соросовский профессор.
Создатель научной школы по гидродинамике и свободной конвекции. Автор учебников, использующихся во многих вузах России.

## Биография
Родился в семье врача, подполковника медицинской службы Зелика Фальковича (Зиновия Павловича) Гершуни (1898, Погар — 1983, Пермь), в годы Великой Отечественной войны — начальника временного военно-санитарного поезда № 1028. В 1944 году поступил на физико-математический факультет Пермского университета. Был учеником известных физиков П. Е. Степанова и Г. А. Остроумова. Окончив университет в 1949 году, по рекомендации профессора И. Г. Шапошникова был оставлен в качестве ассистента на кафедре теоретической физики.
После защиты в 1955 году кандидатской диссертации работал в должности доцента.
В 1975 году в Институте проблем механики АН СССР защитил диссертацию «Некоторые вопросы устойчивости конвективных течений» на соискание учёной степени доктора физико-математических наук. С 1978 года — профессор.
Жена — врач Нора Семёновна Гершуни.

## Научная деятельность
С начала 1950-х годов активно занимался вопросами устойчивости равновесия жидкости и конвективных течений.
Основные работы посвящены теории тепловой конвекции, конвективной и гидродинамической устойчивости. Эти исследования на многие годы определили развитие научного направления по изучению конвективных течений и их устойчивости.
Вместе с Е. М. Жуховицким создал в Перми научную школу по гидродинамике и свободной конвекции, которая хорошо известна в нашей стране и за рубежом. Вокруг Гершуни и Жуховицкого сформировался большой коллектив молодых исследователей.
В начале 1960-х годов Гершуни и Жуховицкий стали пионерами в использовании вычислительной техники в задачах конвективной
устойчивости. Они одни из первых ввели понятие численного эксперимента и стояли у истоков исследований такого гидродинамического феномена, как вибрационная конвекция.
В 1963 году Гершуни основал Пермский городской гидродинамический семинар, руководителем которого был на протяжении 35 лет. Еженедельно на семинаре обсуждались работы по гидродинамике и конвективной устойчивости, выполненные им самим, его учениками и коллегами.
Одной из побочных научных задач, решённых Гершуни, стало нахождение оптимального угла (80°) при гравировке декоративного стекла, при котором оно не просвечивало, а отражало свет. При строительстве Ленинградского метро проектировщики столкнулись с проблемой: при создании колонны сквозь стекло просвечивала бетонная основа. Учёный вычислил угол огранки стекла, при котором бетонная основа перестаёт быть видной, и колонны кажутся стеклянными монолитами.
Гершуни вёл большую международную деятельность. Он был участником более 40 международных конференций, являлся членом редакционной коллегии международного журнала «Microgravity Quaterly», неоднократно читал лекционные курсы в университетах Франции, Испании, Бельгии, руководил научными исследованиями по международным грантам и программам Международного научного фонда, NAUKA, NASA, INTAS, Европейского и Французского космических агентств.
Опубликовал более 200 научных работ (из них около 150 — в центральной и зарубежной печати), в том числе: «Конвективная устойчивость несжимаемой жидкости» (1972, в соавторстве с Е. М. Жуховицким; позднее книга была переведена на английский язык и издана за рубежом), «Устойчивость конвективных течений» (1989, в соавторстве с Е. М. Жуховицким и А. А. Непомнящим), «Thermal Vibrational Convection» (1998, совместно с Д. В. Любимовым). Долгое время возглавлял редакционную коллегию сборников научных статей «Гидродинамика» и «Конвективные течения».
Под руководством Г. З. Гершуни защитили кандидатские и докторские диссертации многие учёные Перми.
Соросовский профессор, заслуженный деятель науки РФ (1995).

## Избранные научные работы

### Книги и учебники
1. Гершуни Г. 3., Жуховицкий Е. М. Конвективная устойчивость несжимаемой жидкости. М.: Наука, 1972. 392 с.
2. Гершуни Г. 3., Жуховицкий Е. М., Непомнящий А. А. Устойчивость конвективных течений. М.: Наука, 1989. 320 с.
3. Гершуни Г. 3., Жуховицкий Е. М. О параметрическом возбуждении конвективной неустойчивости // ПММ. 1963. № 5. С. 779—783.
4. Гершуни Г. 3., Жуховицкий Е. М. О конвективной неустойчивости теплового скин-слоя // ПМТФ. 1965. № 6. С. 55.
5. Гершуни Г. 3., Жуховицкий Е. М. О свободной тепловой конвекции в вибрационном поле в условиях невесомости // ДАН СССР. 1979, т. 249, № 3. C. 580—584.
6. Гершуни Г. 3., Жуховицкий Е. М. О неустойчивости равновесия системы горизонтальных слоев несмешивающихся жидкостей при нагреве сверху // Изв. АН СССР. МЖГ. 1980. № 6. С. 28-34.
7. Гершуни Г. 3., Жуховицкий Е. М., Непомнящий A. A. Конвективная устойчивость в вертикальном слое. М.: Наука. 1985.
8. Гершуни Г. 3., Жуховицкий Е. М., Непомнящий A. A. Устойчивость конвективных течений. Москва : Наука, 1989. 318 с.
9. Gershuni G.Z., Lyubimov D.V. Thermal Vibrational Convection. 1998.

### Статьи
1. Гершуни Г. З., Жуховицкий Е. М. О параметрическом возбуждении конвективной неустойчивости // ПММ, 1963, т. 27, № 5. С. 773—783.
2. Гершуни Г. З., Жуховицкий Е. М. О конвективной неустойчивости теплового скин-слоя // ПМТФ, 1965, № 6. С. 55.
3. Гершуни Г. З., Жуховицкий Е. М., Тарунин Е. Л. Численное исследование конвекции жидкости, подогреваемой снизу // Изв. АН СССР, МЖГ. 1966, № 6. С. 93-99.
4. Гершуни Г. З., Жуховицкий Е. М., Рудаков Р. Н. К теории рэлеевской неустойчивости // Прикл. Мат. и Мех. 1967, т. 31, № 5. С.812-819.
5. Гершуни Г. З., Жуховицкий Е. М. О релеевской неустойчивости плоского слоя жидкости со свободными границами // Уч. зап. Пермск. ун-та, 1968, № 184, Гидродинамика. Вып. 1. С. 83.
6. Гершуни Г. З., Жуховицкий Е. М., Юрков Ю. С. О конвективной устойчивости при наличии периодически меняющегося параметра // ПММ, 1970, т. 34, № 3. С. 470—483.
7. Гершуни Г. З., Жуховицкий Е. М., Иоршина С. М. О конвективной неустойчивости равновесия наклонного слоя жидкости относительно пространственных возмущений // ПММ. Т. 42, 1978. С. 296—300.
8. Гершуни Г. З., Жуховицкий Е. М. О свободной тепловой конвекции в вибрационном поле в условиях невесомости // Докл. АН СССР, 1979, т. 249, № 3. С. 580—584.
9. Гершуни Г. З., Жуховицкий Е. М. О конвективной неустойчивости жидкости в вибрационном поле в невесомости // Изв. АН СССР, МЖГ, 1981, № 4. С. 12-19.
10. Гершуни Г. З., Жуховицкий Е. М., Юрков Ю. С. О вибрационной тепловой конвекции в невесомости. Гидромех. и тепло- и массообмен в невесомости. М.: Наука, 1982. С. 90-98.
11. Гершуни Г. З., Жуховицкий Е. М., Колесников А. К. Вибрационно-конвективная неустойчивость горизонтального слоя жидкости с внутренними источниками тепла // Изв. АН СССР, МЖГ, 1985, № 5. С. 3-7.
12. Гершуни Г. З., Жуховицкий Е. М. Плоскопараллельные адвективные течения в вибрационном поле // ИФЖ, 1989. Т. 56, № 2. С. 238—241.
13. Гершуни Г. З., Жуховицкий Е. М., Колесников А. К. Конвективная устойчивость горизонтального слоя реагирующей среды в высокочастотном вибрационном поле // Физика горения и взрыва. 1990, № 5. С. 91-96.
14. Гершуни Г. З., Келлер И. О., Смородин Б. Л. О вибрационно-конвективной неустойчивости в невесомости; конечные частоты. Докл. Акад. Наук, 1996. Т. 348, № 2. С. 194—196.
15. Гершуни Г. З., Келлер И. О., Смородин Б. Л. О вибрационно-конвективной неустойчивости плоского горизонтального слоя жидкости при конечных частотах // Изв. РАН, МЖГ, 1996, № 5. С. 44-50.
16. Гершуни Г. З., Дёмин В. А. К вопросу о термовибрационной конвективной неустойчивости равновесия наклонного слоя жидкости относительно длинноволновых возмущений // Вестник Пермского Университета. Пермь: Изд-во Пермск. ун-та. Вып. 2. 1997. С. 7-14.
17. Гершуни Г. З., Дёмин В. А. Термовибрационная конвективная неустойчивость механического квазиравновесия наклонного слоя жидкости // Изв. РАН, МЖГ, 1998, № 1. С. 8-15.
18. Gershuni G. Z., Zhukhovitsky E. M., Kolesnikov A. K., Yurkov Yu. S. Vibrational Convection in a Horizontal Fluid Layer with Internal Heat Sources // Int. J. Heat and Mass Transfer, 1989, v. 32, ¹12, pp. 2319–2328.
19. Demin V. A., Gershuni G. Z., Verkholantsev I. V. Mechanical Quasi-equilibrium and Thermovibrational Convective Instability in an Inclined Fluid Layer // Int. J. Heat and Mass Transfer, 1996, v. 39, ¹9, рр. 1979—1991.
20. Chernatynsky V. I., Gershuni G. Z., Monti R. Transient Regimes of Thermovibrational Convection in a Closed Cavity // Micrograv. Quart., 1993, v. 3, ¹1. P. 55-67.
21. Gershuni G. Z., Laure P., Myznikov V. M., Roux B., Zhukhovitsky E. M. On the stability of plane-parallel advective flows in long horizontal layers // Microgravity Quart., 1992. v. 2, No. 3, pp. 141–151.
22. Gershuni G. Z., Kolesnikov A. K., Legros J.-C., Myznikova B. I. On the vibrational convective instability of a horizontal, binary-mixture layer with Soret effect // J. Fluid Mech., Vol. 330, 1997, pp. 251–269.

## Награды
- Медаль «В ознаменование 100-летия со дня рождения Владимира Ильича Ленина».
- Нагрудный знак «За отличные успехи в работе. За заслуги в области высшего образования СССР».
- Почётная грамота Минвуза РСФСР.
- Почётное звание «Заслуженный деятель науки Российской Федерации».